# Хартофилакс
Хартофила́кс (греч. ό χαρτοφύλαξ, от χάρτης — «хартия, бумага» и φύλαξ — «страж, хранитель») — название одной из церковных должностей в средневековой Византии, а также в православных церквах греческой традиции.

## История должности и круг обязанностей
Первоначально, как показывает само название хартофилакс, он заведовал хранением церковных книг и документов, подобно хартофилаксу государственному. Позднее, со второй половины VII века, к этому присоединилось много других и более важных обязанностей. Списки эту должность ставили на четвёртое место в первой пентаде (пятерице) — после эконома, сакеллария и скевофилакса. Однако по степени значения и влияния, какими пользовались лица, носившие эту должность, она должна быть названа важнейшей и влиятельнейшей из всех должностей.
Хартофилакс был не только архивариусом при епископе, но и секретарём или канцлером, представителем и защитником прав епископа, его постоянным уполномоченным и как бы наместником. Так что не без основания Вальсамон называет его «рукою и устами епископа».
Последней, но, как показывает название должности, древнейшей обязанностью хартофилакса было наблюдение за церковным архивом. Кроме того, на хартофилаксе лежала обязанность вести хронику замечательнейших церковных событий. Наконец, хартофилакс обязан был хранить в особом помещении церковные вещи, не употреблявшиеся при богослужении, но замечательные по своему историческому или археологическому значению.
В качестве канцлера или секретаря при епископе хартофилакс был блюстителем и защитником прав епископа. Он редактировал все грамоты и указы епископа, утверждал их приложением епископской печати, датировал их и прикладывал свою руку. Как представитель закона и канонического права хартофилакс наблюдал, чтобы в епископских распоряжениях и указах не было ничего противного каноническим правам и гражданским законам. Поэтому в епископском совете или суде он делал свод церковных и гражданских постановлений по известным делам, соглашал эти постановления, направлял к известному решению, читал все относящиеся к делу постановления и документы и решал канонические недоразумения. Подобным же образом и на соборах, в спорных вопросах, особенно касающихся прав известной митрополии или епископства — на хартофилаксе лежала обязанность разъяснить дело и представить канонические данные к тому или другому решению вопроса. Хартофилакс также сносился с гражданским правительством, испрашивая его согласия на введение церковных постановлений или ходатайствуя об отмене законов и привилегий, служащих в ущерб Церкви.
Хартофилакс был постоянным уполномоченным епископа. По свидетельству Вальсамона, один хартофилакс, по самому своему званию, имел право учить и оглашать в церкви, не испрашивая на то особого разрешения епископа. Но полномочие хартофилакса особенно выражалось в церковном суде и церковном управлении. Будучи постоянным членом епископского суда, хартофилакс, если в этом суде председательствовал сам епископ, докладывал дела, подлежащие обсуждению, задавал вопросы членам суда и подсудимым и редактировал решения. В отсутствие же епископа, хартофилакс председательствовал в суде в качестве викария или наместника епископа. От лица епископа, самостоятельно, даже иногда независимо от мнения других членов, определял решения по всем делам, входившим в дикастерию епископа (преимущественно дела следственные и тяжебные белого и чёрного духовенства). В качестве судьи по делам духовенства он вообще наблюдал за поведением духовенства, виновным определял наказания. В патриарших же церквах судил и епископов и определял им канонические наказания.
Если хартофилакс был пресвитером, то ему не только предоставлялось право принимать исповедь и разрешать кающихся, но он имел право уполномочивать на это, посредством особой грамоты, и других священников. Наконец, постоянное полномочие хартофилакса распространяется и на епископское право разрешения или запрещения брака. Впрочем, это последнее право не принадлежало хартофилаксу:

1. если епископ полномочие до делам брачным поручал протопресвитеру;
2. в патриарших ставропигиях, где это право принадлежало экзарху;
3. если, для восстановления пришедшей в упадок церковной дисциплины, патриарх в известной епархии поручал временно все церковное управление экзарху.

Не менее важными правами пользовался хартофилакс при хиротониях: он производил желающим принять духовный сан испытания, собирал разные справки о них. При избрании епископов хартофилакс рассылал приглашения к подлежащим епископам, собирал голоса при избрании, но сам лично не участвовал в выборе, хотя и мог, частным образом, представлять патриарху свои замечания и соображения относительно того или другого кандидата. При хиротонии епископа хартофилакс подводил хиротонисуемого к первенствующему при рукоположении архиерею — патриарху или митрополиту, и вручал ему хартию, в которой, с объявлением об избрании, заключалась и молитва рукоположения, читавшаяся затем первенствующим. При архиерейском служении хартофилакс призывал сослужащих иереев к принятию св. тайн обычным возгласом: «Иереи, приступите».
По большей части хартофилаксы имели степень диакона, но на свою должность рукополагались торжественным образом. При посвящении патриарх надевал на руку хартофилакса кольцо, полагал на его грудь особенного рода хартию и вручал ключи царствия небесного. Как на особое преимущество хартофилакс, в списках указывается на то, что он, во время шествия патриарха в неделю ваий на коне, покрытом белым покрывалом, вёл этого коня под уздцы. При отправлении своей должности хартофилакс носил на голове шитую золотом шапку, которую Вальсамон называет тиарой. Хартофилакс читал евангелие в Великий Пяток.
Важные права и преимущества, усвоенные должности хартофилакса, по воле патриархов, часто уменьшались или увеличивались. Некоторые из этих преимуществ позднее утверждены были законом; например, право хартофилакса сидеть выше епископов и митрополитов, хотя бы они были даже ипертимы и протосинкеллы, утверждено уже указом императора Алексея Комнина. Но около времён Вальсамона (XII век) эта важная должность упала до такой степени, что протэкдик оспаривал у хартофилакса и преимущество места при заседании в Синоде, и некоторые из его прав и обязанностей, например, право судить священников и других клириков в их тяжбах. Право носить золотой венец было отнято ещё до времен Вальсамона и в его время было почти забыто.
После падения Константинополя должность хартофилакса в Константинопольском Патриархате занимает светское лицо, в обязанности которого входит наблюдение за патриаршим архивом и библиотекой.